# Cadena de Ehrenfest

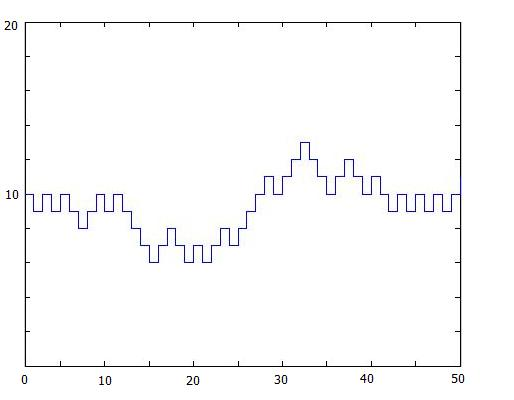
Simulación de una Cadena de Ehrenfest con 20 bolas, distribución inicial 10-10 y 50 pasos.

La cadena de Ehrenfest, llamada así en honor al físico y matemático austriaco Paul Ehrenfest, es una cadena de Márkov en tiempo discreto usada para modelar el intercambio de moléculas de gas entre dos urnas.
Supongamos que tenemos dos urnas, {\displaystyle C_{1}} y {\displaystyle C_{2}}. En ellas están distribuidas d bolas numeradas; en cada paso, se elige un número al azar entre {1,2,...,d}. A continuación se observa en qué urna está la bola con el número elegido y se cambia de urna.

## Modelo
Sea {\displaystyle X_{n}} la variable aleatoria que denota el número de bolas contenidas en la urna {\displaystyle C_{1}} al tiempo n. El espacio de estados será entonces E={0,1,2,...,d} y la matriz de transición estará dada por:

{\displaystyle P_{x,y}={\begin{cases}x/d&{\mbox{si }}x>0,y=x-1\\(d-x)/d&{\mbox{si }}x<d,y=x+1\\0&{\mbox{en otro caso }}\end{cases}}}

## Propiedades
Para la cadena de Ehrenfest:
- La cadena es irreducible.
- Todos sus estados son recurrentes.
- La cadena es positivo-recurrente (pues todos sus estados lo son).

Como consecuencia de las anteriores propiedades, resulta que la cadena tiene un único vector de probabilidad invariante para su matriz de transición y está dado por:

{\displaystyle \nu ={1 \over {2^{d}}}\left({\binom {d}{0}},{\binom {d}{1}},...,{\binom {d}{d}}\right)}